# Palazzo Capracotta
Il Palazzo Capracotta è un edificio di valore storico e architettonico di Napoli, ubicato in via Monte di Dio.

## Storia e descrizione
Il palazzo, tra i più antichi della strada, venne costruito verso la fine del '500 dalla ricchissima famiglia Carafa di Stigliano (committente in diversi periodi storici anche dei palazzi Cellammare e Donn'Anna). Nel 1606 passò ai De Leyva che lo tennero per pochi anni, in quanto già nel 1618 venne ceduto ai Manriquez (che ne erano ancora proprietari nel 1689, come testimoniato dalla relazione censuaria di Antonio Galluccio sulla collina di Pizzofalcone). Nel corso del secolo successivo divenne proprietà dei Capece Piscicelli, duchi di Capracotta, i quali si estinsero nel 1859 con la morte di Beatrice Capece Piscicelli. A partire da quell'anno il titolo ed il palazzo passarono al nipote Giovanni Piromallo.
Il palazzo si presenta con una veste neoclassica, certamente dovuta ai rinnovamenti apportati nella prima metà del XIX secolo. Una traccia della costruzione originaria va rintracciata nelle ornie di piperno che avvolgono alcune finestre del piano ammezzato. Degno di nota è anche l'austero e imponente scalone che si apre a destra dell'androne.
Negli interni del primo piano non mancano dei soffitti finemente decorati.
Allo stato attuale il palazzo è ben tenuto, avendo giovato di massicci interventi manutentivi negli anni '00.